# Sukamajukidul
Sukamajukidul is een bestuurslaag in het regentschap Kota Tasikmalaya van de provincie West-Java, Indonesië. Sukamajukidul telt 7099 inwoners (volkstelling 2010).